# Tmarus jelskii
Tmarus jelskii är en spindelart som först beskrevs av Władysław Taczanowski 1872.  Tmarus jelskii ingår i släktet Tmarus och familjen krabbspindlar.
Artens utbredningsområde är Franska Guyana. Inga underarter finns listade i Catalogue of Life.